# Abu-l-Qàssim Alí ibn Àhmad al-Jarjaraí
Abu-l-Qàssim Alí ibn Àhmad al-Jarjaraí (àrab: أبو القاسم علي بن أحمد الجرجرائي, Abū l-Qāsim ʿAlī b. Aḥmad al-Jarjarāʾī) (Iraq, ? - 1045) fou visir fatimita.
Es va establir a Egipte junt amb altres membres de la seva família i va ocupar càrrecs secundaris a l'administració; a causa d'alguns desfalcs fou condemnat a l'amputació de les mans (1013/1014) durant el regnat d'Al-Hàkim bi-amr-Al·lah (996–1021) però al cap de poc més d'un any tornà a ocupar càrrecs de govern; mort el califa al-Hakim, aviat fou nomenat wasita per Az-Zahir Abu-l-Hassan Alí (1021–1035) que el va acabar nomenant visir el 1027. Va mantenir el càrrec sota el seu successor Al-Mustànsir (1035–1094) fins a la seva mort el 1045.